# Егоров, Иван Трифонович
Иван Трифонович Егоров — советский хозяйственный и политический деятель.

## Биография
Родился в 1926 году. Член КПСС.
В 1945—1950 гг. — военнослужащий Советской Армии.
В 1949—1985 гг. — плотник, варщик, старший варщик целлюлозы Слокского целлюлозно-бумажного комбината Латвийской ССР.
Депутат Верховного Совета СССР 8-го созыва, Верховного Совета Латвийской ССР 9-го и 10-го созывов. Делегат XXIII и XXIV съездов КПСС.
Жил в Латвии.